# Stanislav Stolárik
Stanislav Stolárik (ur. 27 lutego 1955 w Rożniawie) – słowacki duchowny katolicki, biskup rożnawski od 2015.

## Życiorys

### Prezbiterat
Święcenia kapłańskie otrzymał 11 czerwca 1978 i został inkardynowany do diecezji koszyckiej. Pracował przede wszystkim w duszpasterstwie parafialnym, był także m.in. diecezjalnym cenzorem oraz wykładowcą teologii w Koszycach i Bratysławie.

### Episkopat
26 lutego 2004 papież Jan Paweł II mianował go biskupem pomocniczym archidiecezji koszyckiej, ze stolicą tytularną Barica. Sakry biskupiej 20 marca 2004 r. udzielił mu ówczesny ordynariusz Koszyc - abp Alojz Tkáč.
21 marca 2015 papież Franciszek mianował go biskupem ordynariuszem diecezji rożnawskiej. Ingres odbył się 16 maja 2015.